# Messier 99
Messier 99 (také M99 nebo NGC 4254) je spirální galaxie v souhvězdí Vlasů Bereniky. Objevil ji Pierre Méchain 15. března 1781. Galaxie je od Země vzdálená okolo 45 milionů ly
a je součástí kupy galaxií v Panně. Její radiální rychlost 2 324 km/s je nejvyšší ze všech objektů Messierova katalogu a přestože patří mezi málo jasné objekty tohoto katalogu, jde o jednu z nejjasnějších spirálních galaxií kupy galaxií v Panně.

## Pozorování

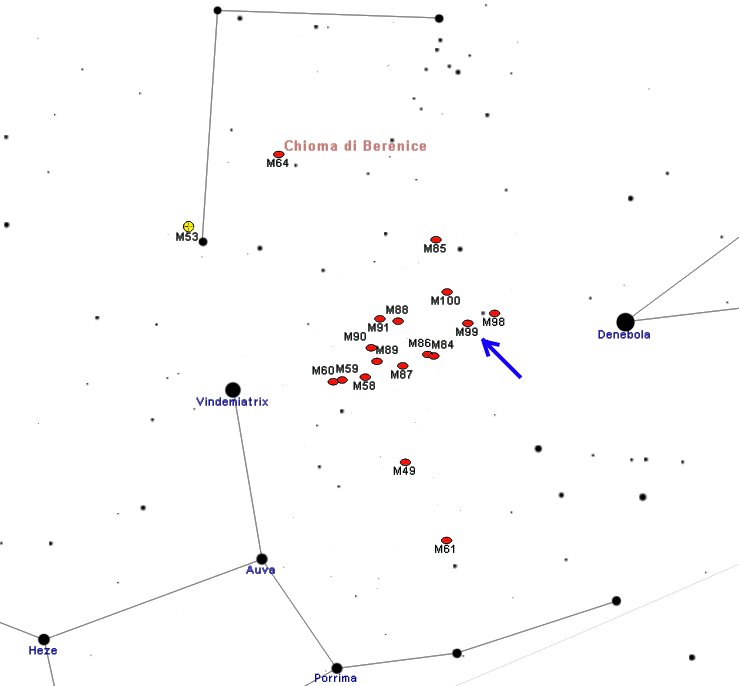
Poloha M 99 v souhvězdí Vlasů Bereniky

M99 se dá na obloze najít v jihozápadním cípu souhvězdí Vlasů Bereniky, 7° východně od hvězdy Denebola (β Leonis) a necelý 1° jihovýchodně od hvězdy 5. magnitudy označené 6 Comae Berenices. Jasnost galaxie je na nejzazší hranici dosahu středně velkých triedrů, ale již v malém hvězdářském dalekohledu je galaxie viditelná jako téměř přesně kruhová světlá skvrna. V dalekohledech o průměru 150 mm se dá pozorovat rozdíl mezi jasným jádrem a mnohem slabším rozsáhlým diskem. V přístrojích o průměru 250 až 300 mm je možné s velkými obtížemi zahlédnou známky spirální struktury.
Galaxii je možné snadno pozorovat z obou zemských polokoulí a ze všech obydlených oblastí Země, protože má pouze mírnou severní deklinaci. Přesto je na severní polokouli lépe pozorovatelná a během jarních nocí tam vychází vysoko na oblohu, zatímco na jižní polokouli v oblastech více vzdálených od rovníku zůstává poněkud níže nad obzorem. Nejvhodnější období pro její pozorování na večerní obloze je od února do srpna.

## Historie pozorování
Galaxii objevil Pierre Méchain 15. března 1781 spolu se sousedními galaxiemi M98 a M100. Charles Messier následně změřil její polohu a 13. dubna 1781 ji přidal do svého katalogu těsně před zveřejněním jeho třetího a zároveň posledního vydání. Popsal ji jako velmi slabou mlhovinu bez hvězd, která je ale přesto jasnější než další podobné okolní objekty. Messier v této oblasti oblohy objevil mnoho dalších galaxií. John Herschel ji později znovu pozoroval mnohem větším dalekohledem a popsal ji jako velký jasný oblak s rozsáhlým halem, který se postupně zjasňuje směrem k jádru. William Parsons dokázal v roce 1846 přímo a zřetelně pozorovat průběh jejích spirálních ramen a stala se tak druhou galaxií (po Vírové galaxii), u které byla spirální ramena objevena.

## Vlastnosti
M99 je jednou z nejjasnějších spirálních galaxií kupy galaxií v Panně. Má výrazná spirální ramena, která se stáčí ve směru hodinových ručiček a která jsou zřetelně nesouměrná, což je možná způsobeno vzájemným ovlivněním jinou galaxií v kupě. O takovém ovlivnění může svědčit i její vysoká radiální rychlost 2 324 km/s, což je nejvyšší hodnota ze všech objektů Messierova katalogu. Znamená to, že se vzhledem ke středu kupy pohybuje rychlostí kolem 1 200 km/s. Skutečný průměr galaxie je 87 000 ly a její hmotnost je přibližně 130 miliard hmotností Slunce.

## Supernovy
V ramenech této galaxie byly do roku 2014 pozorovány 4 supernovy:
- SN 1967H typu II, která v červnu 1967 dosáhla 14. magnitudy[6][10]
- SN 1972Q typu II, která 16. prosince 1972 dosáhla magnitudy 15,6[6][10]
- SN 1986I také typu II, 17. května 1986 měla magnitudu 14,0[10]
- SN 2014L typu Ic, která měla 26. 2014 magnitudu 15,4[6]

## Galerie obrázků

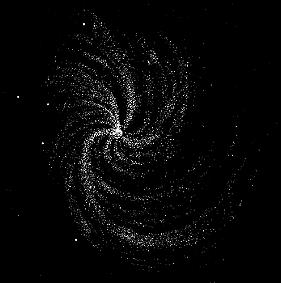
Kresba Williama Parsonse, 1848
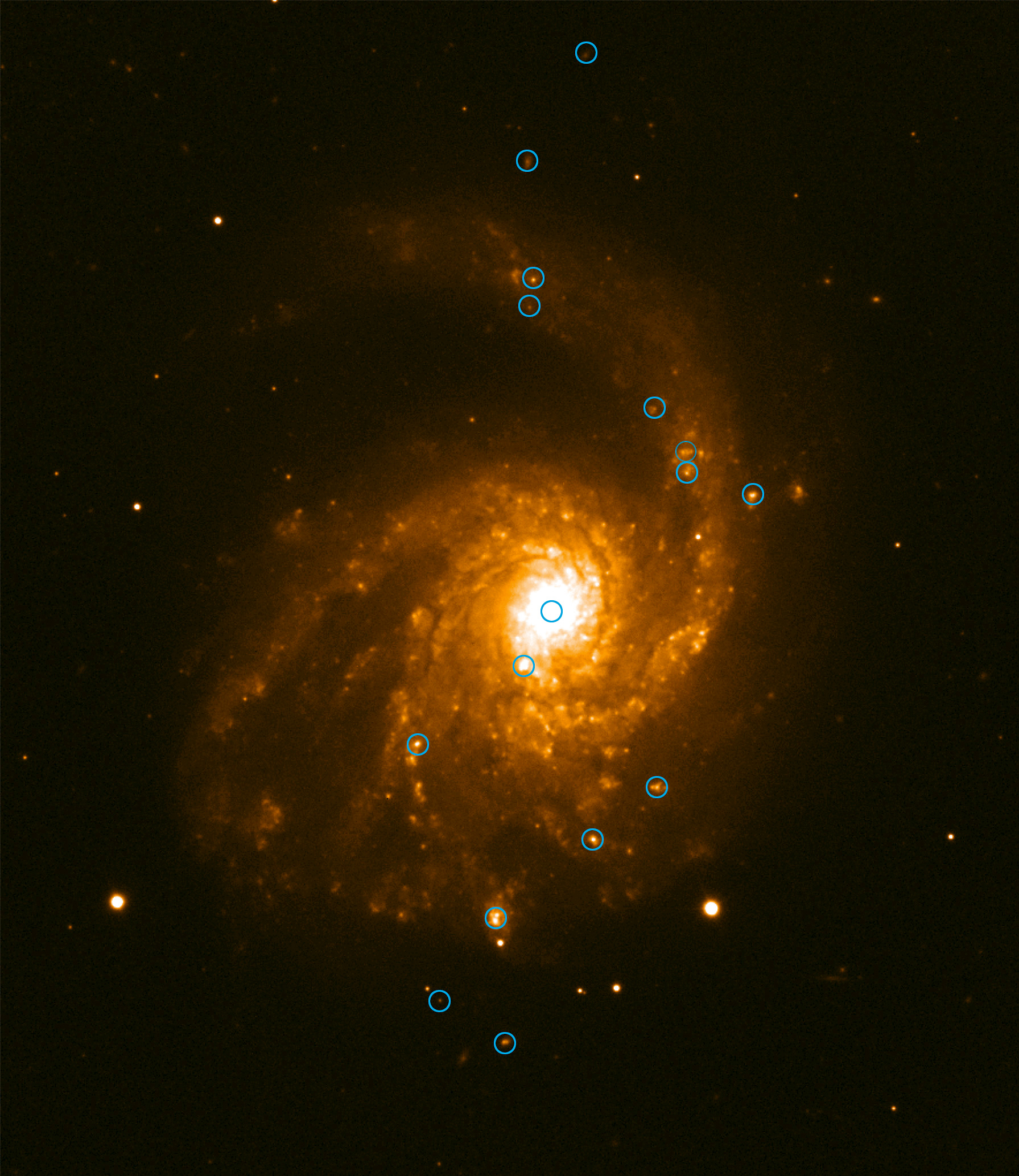
Snímek VLT, ESO
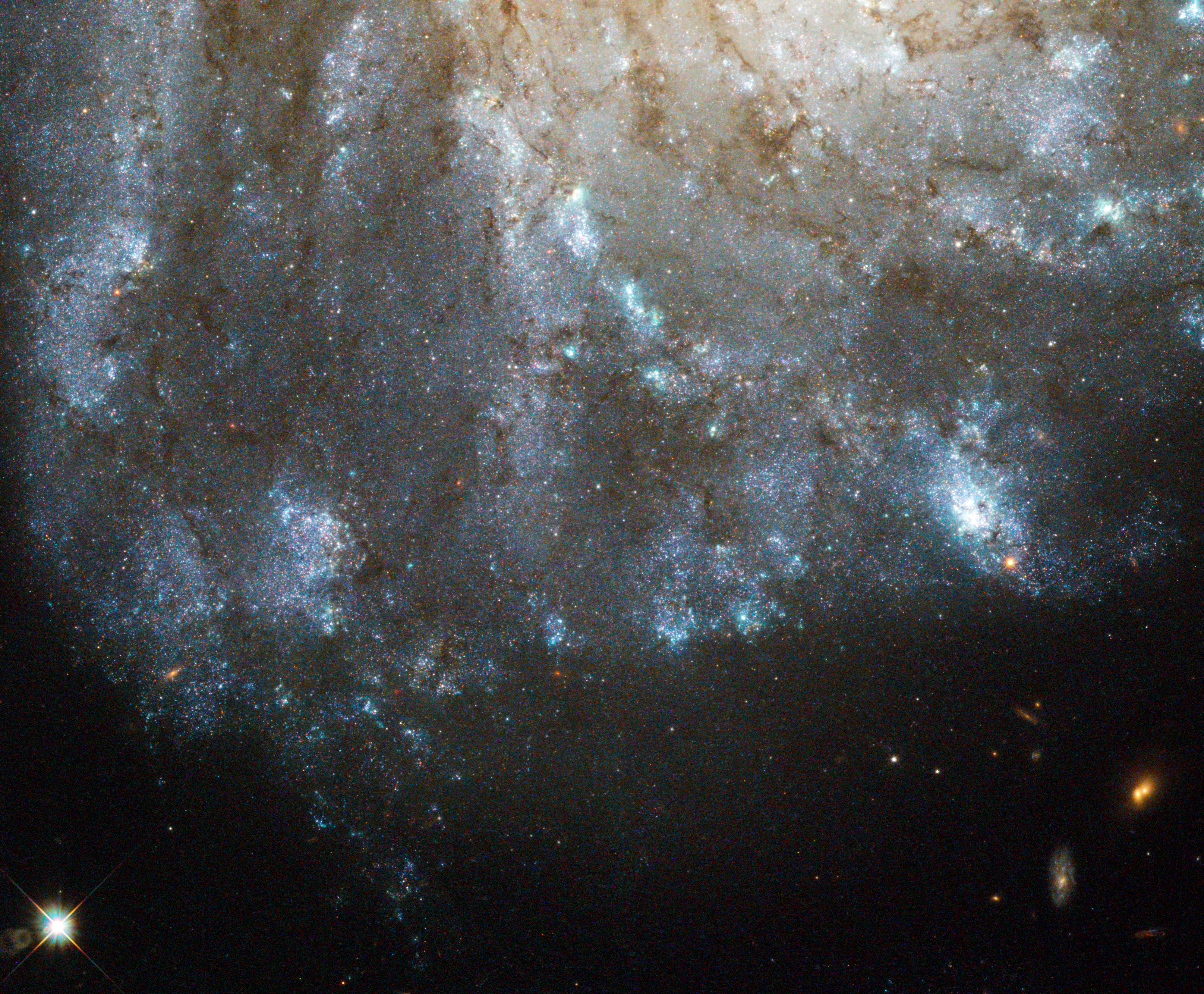
Detail galaxie na snímku HST

### Knihy
- O'MEARA, Stephen James. Deep Sky Companions: The Messier Objects. New York: Cambridge University Press, 1998. Dostupné online. ISBN 0-521-55332-6. (anglicky)

### Mapy hvězdné oblohy
- Toshimi Taki. Taki's 8.5 Magnitude Star Atlas [online]. 2005 [cit. 2018-05-30]. Dostupné v archivu pořízeném dne 2018-11-05. (anglicky) - Atlas hvězdné oblohy volně stažitelný ve formátu PDF.
- TIRION; RAPPAPORT; LOVI. Uranometria 2000.0 - Volume I - The Northern Hemisphere to -6°. Richmond, Virginia, USA: Willmann-Bell, inc., 1987. Dostupné online. ISBN 0-943396-14-X.
- TIRION; SINNOTT. Sky Atlas 2000.0. 2. vyd. Cambridge, USA: Cambridge University Press, 1998. ISBN 0-933346-90-5.
- TIRION. The Cambridge Star Atlas 2000.0. 3. vyd. Cambridge, USA: Cambridge University Press, 2001. Dostupné online. ISBN 0-521-80084-6.